# 大島温泉

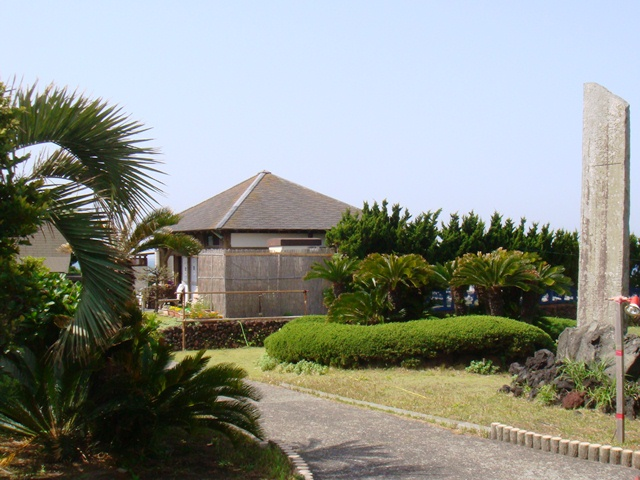
元町浜の湯

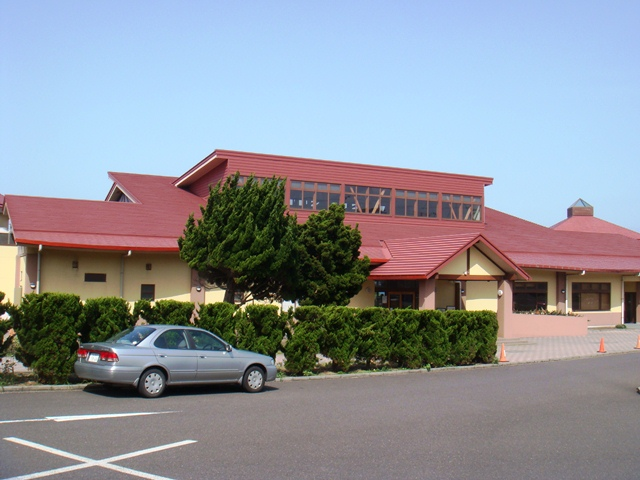
御神火温泉

大島温泉(おおしまおんせん)は、東京都大島町、伊豆諸島の伊豆大島にある温泉。1986年に発生した三原山の噴火収束後、島の水源井戸の温度がじわじわ上昇。その後、温泉の源泉と認定された珍しい温泉。

## 泉質
- ナトリウム・カルシウム - 塩化物泉
  - 源泉温度49℃

## 温泉街
温泉が発生する以前より、伊豆大島の中心街であった。このため旅館、民宿が多数存在する。

## 歴史
1986年に発生した三原山の噴火収束後、島の水源井戸の温度が上昇し温泉と認定。1990年に町営の元町浜の湯がオープン。また、1999年（平成11年）4月12日には町営の御神火温泉が開設された。

## アクセス
- 船 : 元町港から徒歩3分